# Gulella usagarica ssp. msambaa
Gulella usagarica ssp. msambaa је врста класе Gastropoda која припада реду Stylommatophora. 

## Угроженост
Подаци о распрострањености ове врсте су недовољни.

## Распрострањење
Ареал врсте је ограничен на једну државу. 
Танзанија је једино познато природно станиште врсте.